# Dicamptus indicus
Dicamptus indicus là một loài tò vò trong họ Ichneumonidae.